# Димитријев псалтир
Димитријев псалтир је српски рукопис настало крајем XI vekа. Писао их је Димитрије Синаит, књижевно формиран на додиру Дукље и Травуније, српском редакцијом старословенског језика.
Истраживање филолога др Виктора Савића из Института за српски језик САНУ, потврдио је постојање овог дела међу древним рукописима из манастира Свете Катарине на Синају.
О старости ових списа и пореклу први је 1988. светску јавност обавестио грчки професор Јоанис Тарнанидис. 2017. године објављено је фототипско, а 2021. године и критичко издање Димитријевог псалтира, приређеног трудом аустријског професора Хајнца Микласа, британске професорке Марије МакРоберт и руског професора Андреја Н. Собољева који се њиме највише бавили до сада.

## Критичко издање
Psalterium Demetrii Sinaitici et Folia medicinalia (Monasterii s. Catharinae codex slavicus NF 3). Editio critica. Praepapaverunt Henricus Miklas, Catharina Maria MacRobert, Andreas N. Sobolev, Dana Hürner, adiuvantibus Melania Gau et Floriano Wandl cum dissertationibus aliorum auctorum sub redactionae Henrici Miklas, Catharinae Mariae MacRobert, Andreae N. Sobolev. Wien: Holzhausen, 2021. 540 S.